# Gösta Morin
Gösta Morin, född 14 april 1900 i Ludvika, död där 30 maj 1977, var en svensk musikforskare och överbibliotekarie.

## Biografi
Morin blev fil. lic. 1929 och bibliotekarie vid Musikaliska akademiens bibliotek 1933, förste bibliotekarie 1953 och överbibliotekarie 1958–1965. Han invaldes den 27 maj 1938 som ledamot nr 623 av Kungliga Musikaliska Akademien. Morin var huvudredaktör för den första upplagan av Sohlmans musiklexikon 1948–1952, sekreterare i Musikaliska konstföreningen 1936–1955 och dess ordförande 1955–1965. Vidare var han styrelseledamot i Musikhistoriska museet 1936–1965 och erhöll Medaljen för tonkonstens främjande 1965.